# Крестьянские комитеты общественной взаимопомощи
Крестья́нские комите́ты обще́ственной взаимопо́мощи (c 1925 года — крестьянские общества взаимопомощи; также кресткомы, комвзаймы, крестпомы, ККОВ) — массовые общественные организации в Советской России и СССР, созданные для оказания экономической поддержки беднякам и семьям красноармейцев. Образованные по декрету СНК РСФСР от 14 мая 1921 года, кресткомы должны были приучать малоимущие слои деревни самостоятельно решать вопросы хозяйственного снабжения. Первоначально эти организации образовывались для распределения гуманитарной помощи между голодающими. Впоследствии крестьянские общества играли важную роль в проведении хлебозаготовок и осуществлении коллективизации. В конце 1920-х годов крестпомы фактически прекратили свою деятельность, и их функции перешли к кассам взаимопомощи.

## Причины и предпосылки создания
В целях восстановления малоимущих крестьянских хозяйств, сильно пострадавших в годы гражданской войны, советское правительство решило обратиться к политике сдерживания процессов классового расслоения деревни. Государство возвращалось к традиционным общинным институтам взаимопомощи, получившим распространение в годы проведения политики «военного коммунизма» — «помочам», «супрягам», практике общественной запашки, созданию страховых сельских фондов. Было решено учредить специальные ведомства, при посредстве которых правительство могло бы обеспечить поддержку беднякам без их закабаления и эксплуатации.
В период разработки новой экономической политики В. И. Ленин предложил Н. И. Милютину, одному из работников Народного комиссариата по продовольствию, продумать способ поддержки бедняков без изъятия излишков у зажиточных крестьян. При следующей встрече с председателем Совнаркома Милютин изложил обобщённый им опыт по укреплению хозяйств в Мценском уезде Орловской губернии. По предложению Ленина было решено отправить несколько работников на крестьянские сходы, чтобы узнать мнение сельского населения о предстоящей реформе. Впоследствии он предложил Милютину написать законопроект с учётом доклада о продналоге.

## История
Декрет СНК РСФСР от 14 мая 1921 года «Об улучшении постановки дела социального обеспечения рабочих, крестьян и семейств красноармейцев» санкционировал создание крестьянских комитетов, которые должны были осуществлять поддержку бедняцких хозяйств в условиях ликвидации продразвёрстки. 3 июля 1921 года был издан «Образцовый наказ ККОВ», в котором определялись права и обязанности комзваймов. Делегатами новообразованных организаций должны были стать все жители деревни, за исключением лишенцев. Кресткомы действовали на территории, наиболее пострадавшей от неурожая, где они должны были распределять предоставляемые центром и губерниями денежные средства и продукты первой необходимости между нуждающимися, содействовать эвакуации и обустройству беженцев. Комвзаймы обладали правом самостоятельно производить сборы и отчисления, распределять государственную помощь, заключать договоры с местными кооперативами и организациями. Наряду с крестпомами получили распространение их аналоги, создаваемые иностранными благотворительными организациями — Американской администрацией помощи, Международным союзом помощи детям и другими.
К 1924 году основные последствия голода удалось преодолеть. За 1924—1925 годы число крестьянских комитетов резко сократилось (со 100000 до 39915). Ввиду этого государство стало рассматривать комитеты преимущественно как средство восстановления и выравнивания мощности крестьянских хозяйств. Значительным было представительство кулаков в сельских учреждениях. Так, согласно подсчётам агитпропотдела ЦК РКП(б), в начале 1924 года зажиточные крестьяне входили в состав 68 % президиумов ККОВ.  В этой связи многие партийные и государственные руководители, в том числе Ф. Э. Дзержинский и М. И. Калинин, отмечали неспособность большинства сельских организаций оказать реальную помощь беднякам и семьям красноармейцев. Главную причину неэффективности комитетов председатель ЦИК видел в отсутствии их поддержки со стороны партийных и государственных органов. На XIII съезде РКП(б) ставился вопрос о переустройстве комвзаймов. 29 октября 1924 года пленум московского губкома партии утвердил положение «О роли и задачах крестьянских комитетов общественной взаимопомощи», закрепивший коллективно-добровольный принцип членства и превалирующую роль бедняков в выборных органах крестпомов.
Положение ВЦИК и СНК РСФСР от 24 сентября 1925 года вводило новое название этих организаций — крестьянские общества взаимопомощи. Комвзаймы были призваны не только содействовать маломощным слоям крестьянства, но и вовлекать их в кооперацию. Вместо прежнего индивидуально-добровольного принципа вступления окончательно возобладал коллективно-добровольный принцип членства. Вскоре после издания нового Положения была объявлена кампания по реорганизации и перевыборам комвзаймов. ЦК РКП(б) в сентябре 1924 года разослал на места циркуляр «О задачах партийных организаций в связи с перевыборами КОВ», в котором предлагалось привлекать к работе над избирательной кампанией комсомольские и профсоюзные организации. В кресткомы предписывалось избирать батраков, партийные и комсомольские кадры, передовых в политическом отношении крестьян. Существенно изменяется социальная структура обществ. На 1 января 1925 года в них состояло 54,6 % бедняков, 37,3 % середняков, 0,84 % кулаков. К концу 1920-х годов, по оценкам И. И. Климина, более половины всех сельчан объединялось в общества взаимопомощи.
В связи с началом политики форсированной коллективизации в ряде мест кресткомы стали самоликвидироваться. В целях борьбы с самоуправством 29 мая 1930 года была издана директива СНК РСФСР «О формах социального обеспечения в колхозах», которая утвердила создание касс взаимопомощи в системе комвзаймов. Местным работникам была предоставлена полная свобода в выборе форм осуществления взаимопомощи. Положение ВЦИК и СНК РСФСР от 13 марта 1931 года «О кассах общественной взаимопомощи колхозников и колхозниц» санкционировало процесс ликвидации крестпомов. Сельхозинвентарь, предприятия и постройки, а также продовольственные фонды и денежные средства переходили в распоряжение артелей. После принятия постановления Президиума ЦИК СССР от 1 февраля 1932 года «О кассах общественной взаимопомощи колхозов» комвзаймы прекратили своё существование. Тем не менее, согласно очередному закону о кассах взаимопомощи, крестпомы некоторое время обслуживали отдельных единоличников.

## Устройство
На первых порах комвзаймы не обладали собственной организацией и действовали через сельские волостные органы. «Образцовый наказ ККОВ» передал законодательную власть в крестпомах пленуму, а исполнительную — президиуму в составе 3—7 человек, распоряжавшемуся натуральным фондом. На общем собрании принимались все важные вопросы и заслушивались отчёты членов президиума. Ревизионная комиссия, состоявшая из 3 человек, контролировала деятельность комитета и вела материальную отчётность. Все местные органы управления находились в зависимости от ЦК ККОВ (позже — ЦК КОВ). Он, в свою очередь, подчинялся Наркомату социального обеспечения, а с июля 1921 года — Наркомату земледелия.
Сельские комитеты избирались на сходах в результате открытого голосования простым большинством голосов. Количество сельских и волостных делегатов определялось инструкцией губсобеса и зависело от численности населения деревни. Как правило, нормы представительства не превышали 10 и 15 человек соответственно. Армейские чины должны были присылать своих делегатов, число которых не могло быть ниже ⅓ состава комитета. Одновременно с президиумом избирались члены ревизионной комиссии и делегаты на волостной съезд. Перевыборы в комитетах проходили каждые три месяца в сроки избирательной кампании в советы. Члены ревизионной комиссии переизбирались ежегодно.

## Деятельность
В первые годы деятельность комвзаймов заключалась в распределении гуманитарной помощи и семенного фонда, организации работы столовых. Впоследствии функции крестьянских обществ взаимопомощи существенно расширились: они вели пропаганду кооперативного движения, предоставляли ссуды и выдавали поручительство беднякам, развивали практику общественных запашек, подготавливали и осуществляли посевные и уборочные кампании. Комвзаймы также имели право приобретать предприятия, создавать их или брать в аренду. Кроме того, крестпомы выступали посредниками в сделках и тяжбах, а также организовывали при деревнях избы-читальни, больницы, школы и дома ребёнка.
Финансирование комвзаймов осуществлялось преимущественно на собственные средства, полученные от реализации урожаев и эксплуатации арендованных предприятий. Также крестпомы получали государственные дотации и банковские кредиты. По решению сельских сходов и волостных съездов комвзаймы могли вводить дополнительное налогообложение. Торговые операции находились под строгим запретом.
В годы новой экономической политики около трети крестьянских хозяйств получали экономическую поддержку крестпомов. К моменту реорганизации общее число комвзаймов в РСФСР превысило 46 тысяч, а к 1927 году оно достигло 79 тысяч. В 1925—1926 хозяйственный год удалось вовлечь в кооперацию около 173 тысяч бедняков, и на эти цели было израсходовано 129 тысяч рублей. В 1925 году при материальной поддержке комвзаймов действовали 1938 кооперативов, 1461 учреждение и 7632 производственных предприятия.

## Критика
По оценкам И. И. Климина, число кооперированных крестьян и размер финансовой помощи малоимущим хозяйствам были минимальными. Многие комвзаймы не оказывали реальной помощи малоимущим и существовали только на бумаге. Значительная часть средств расходовалась на организацию аппарата.